# Palazzo degli Uffici Comunali di Carrara
Il palazzo degli Uffici comunali è situato in piazza 2 giugno a Carrara.

## Storia
L'edificio, che sorge sull'area del preesistente giardino della villa Fabbricotti al Colombarotto, fu realizzato su progetto dell'architetto Bruno Fedrigolli con la collaborazione dell'architetto Dante Petrucci e dell'ingegnere Riccardo Morandi tra il 1959 e il 1962, in seguito al secondo appalto-concorso a base nazionale svoltosi nel 1958.
Il progetto principale, redatto in data 21 ottobre 1958, comprendeva, oltre ai lavori murari in cemento armato, alla finitura e a tutti gli impianti speciali, anche la sistemazione urbanistica del complesso e venne approvato dalla commissione giudicatrice del concorso nel gennaio 1959.
Secondo il contratto stipulato in data 26 settembre 1959 e approvato nel marzo 1960, l'importo complessivo dei lavori ammontava a £ 200.000.000.
Consegnati il 5 ottobre 1959 e diretti dall'ingegnere Pietro Di Ricco, ingegnere capo del Comune di Carrara, i lavori prevedevano come data di ultimazione l'ottobre 1961, poi prorogata al gennaio 1962.
Il collaudo dell'edificio venne eseguito nel 1965.
Tra il 1994 e il 1996 sono stati compiuti vari interventi tra i quali la chiusura dell'atrio di accesso con infissi vetrati e la modifica della copertura in ferro e policarbonato dell'atrio stesso.

## Descrizione
L'edificio sorge in pieno centro cittadino, in angolo tra le vie Garibaldi e Cavour.
Si articola in un corpo principale parallelepipedo per gli uffici e i servizi al pubblico e in uno minore - il cui impianto deriva dall'unione di due trapezi - per la sala Consiliare ad esso collegato mediante un passaggio coperto sopraelevato.

### Esterno
Il complesso edilizio costituisce un'isola alla quale si accede da tutte le vie adiacenti e dalle piazze progettate in concomitanza con l'edificio stesso: la prima tra il palazzo e la Camera di commercio e la seconda a quota inferiore, collegata alla prima mediante una scalinata procedente dal corso F.lli Rosselli. L'ingresso principale si apre sulla piazza 2 giugno, di fronte al coevo palazzo della Camera di commercio; lo spazio circostante è arricchito da opere di scultura in marmo e da monumenti e lapidi in onore dei caduti durante la guerra di liberazione.
Le strutture degli edifici sono in cemento armato a pilastri e travi con solai misti; l'orditura della copertura del gruppo della sala del Consiglio è costituita da travature metalliche reticolari su colonne in ghisa al primo piano e su pilastri in cemento armato al pian terreno. I tamponamenti sono in laterizio, le coperture prevalentemente a terrazza, gli infissi esterni in metallo e gli interni in legno.
I due volumi del complesso, nettamente differenziati, sono sviluppati in senso eminentemente orizzontale e si caratterizzano per l'uso di stilemi chiaramente derivati dal linguaggio del movimento moderno, come i pilotis sui quali è rialzato il corpo della sala consiliare e parte del blocco principale, le finestrature a nastro del corpo degli uffici, le smensolature in cemento armato a vista.
La differenziazione tra i due corpi di fabbrica è ribadita nel trattamento dei paramenti esterni, totalmente rivestiti in lastre di marmo bianco nel blocco della sala consiliare quasi a suggerire una eco romanica legata alla tradizione architettonica cittadina e trattati invece ad intonaco civile nei due piani superiore del blocco degli uffici, dove il marmo bianco delle mostre delle bucature spicca sul rosa carico della tinteggiatura.
A pian terreno, il blocco uffici appare parzialmente sfondato sul lato verso la piazza II Giugno, tamponato con serramenti in metallo e settori di muratura rivestiti in marmo bianco sul lato lungo, e dotato di un corpo accessorio intonacato e tinteggiato in grigio a chiusura del lato verso via Cavour, alla quale l'edificio è collegato tramite una scalinata esterna a due rampe.

### Interno
L'ingresso principale, in direzione della piazza II Giugno, avviene in un ampio spazio a pilotis, pavimentato in lastre di marmo bianco, che si estende anche al di sotto del blocco accessorio e funziona come collegamento tra la piazza stessa e lo slargo attualmente adibito a parcheggio sul lato del blocco uffici, nonché come spazio di sosta per la presenza di panchine e, sull'angolo esterno, di sculture.
La corte d'ingresso è coperta da una struttura in ferro e policarbonato e chiusa ai lati da serramenti vetrati; attualmente nella corte stessa sono esposti lavori di scultura in marmo opera di giovani artisti carraresi.
A pian terreno, il salone dei servizi al pubblico, sviluppato in senso longitudinale per l'intera lunghezza del corpo di fabbrica, è pavimentato in gomma nera e si caratterizza per la presenza, al centro, della scala aerea a doppia rampa interamente a vista, con struttura in cemento armato, scalini in marmo bianco e corrimano il legno su ringhiera in metallo.
Il salone è chiuso ai lati dagli sportelli, con infissi in metallo e parapetto rivestito in marmo.
Ai due piani superiori la distribuzione degli spazi si ripete intorno al vasto salone di arrivo della scala, dal quale si diparte, al primo piano, sul lato destro, il collegamento con il blocco della sala consiliare.
Quest'ultima è suddivisa all'interno in due spazi distinti, ciascuno dotato di ingresso autonomo tramite due scalinate che si dipartono dalla piazza sottostante. Gli arredi sono in legno chiaro, al pari della controsoffittatura a doghe nella quale è alloggiata l'illuminazione; la parete di fondo della sala riunioni è decorata da un affresco, opera di Eugenio Pardini del 1965.

## Fortuna critica
Il maggior pregio della costruzione viene individuata nei suoi valori geometrici sospesi, dati dal distacco dal suolo del corpo minore e dal parziale sfondamento del piano terreno del blocco principale, nonché dall'intelligente uso delle finestrature e ribaditi nella organizzazione urbanistica, anch'essa tesa a svincolare la costruzione da forme eccessivamente chiuse.
A livello formale viene sottolineata l'impostazione di calibrata modernità dell'edificio che pur nella adesione alla lezione del movimento moderno mantiene un misurato legame con la tradizione architettonica carrarese.